# Macroglossum aquila
Macroglossum aquila là một loài bướm đêm thuộc họ Sphingidae, chi Macroglossum.